# 叙雷
叙雷（法語：Suré，法語發音：[syʁe] ⓘ）是法国奥恩省的一个市镇，属于莫尔塔涅欧佩什区。

## 地理
叙雷（48°22'8"N, 0°23'53"E）面积17.44 平方千米，位于法国诺曼底大区奧恩省，该省份为法国西北部内陆省份，北起顺时针与卡爾瓦多斯省、厄尔省、厄尔-卢瓦省、萨尔特省、马耶讷省和芒什省接壤。
与叙雷接壤的市镇（或旧市镇、城区）包括：舍米伊、蒙戈德里、奥里尼勒鲁、马梅尔斯、马罗莱特、佩尔什地区贝尔福雷。

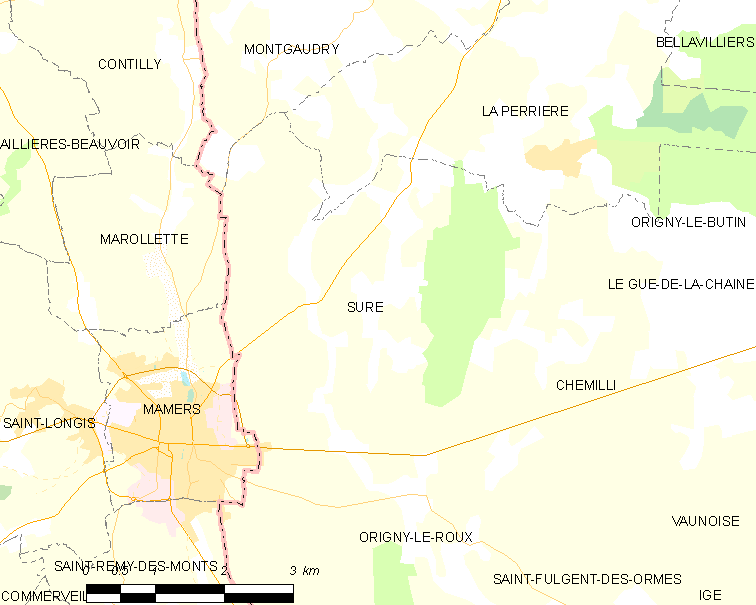
叙雷的OSM定位图

叙雷的时区为UTC+01:00、UTC+02:00（夏令时）。

## 行政
叙雷的邮政编码为61360，INSEE市镇编码为61476。

## 政治
叙雷所属的省级选区为瑟通县。

## 人口

1962-2008年间叙雷人口变化图示

叙雷于2022年1月1日时的人口数量为278人。